# Magliano in Toscana
Magliano in Toscana es una localidad italiana de la provincia de Grosseto, región de Toscana, con 3.754 habitantes.

Ubicación de la ciudad de Magliano in Toscana dentro de la provincia de Grosseto.

## Evolución demográfica
| Gráfica de evolución demográfica de Magliano in Toscana entre 1861 y 2001 |
|                                                                           |
| Fuente ISTAT - Elaboración gráfica por parte de Wikipedia                 |